# Diego Albanese
Pour les articles homonymes, voir Albanese.
Pas d'image ? Cliquez ici

a Compétitions nationales et continentales officielles uniquement.

b Matchs officiels uniquement.
Dernière mise à jour le 7 avril 2021.
Diego Albanese, né le 17 septembre 1973, est un ancien joueur de rugby international argentin, qui évoluait au poste d'ailier.
Diego est formé au San Isidro Club, l'une des grandes formations de la banlieue de Buenos Aires.
Après avoir joué pour son club de San Isidro Club en Argentine, il rejoint le FC Grenoble et dispute la H Cup en 1999-2000, puis Gloucester et Leeds en Angleterre avant de revenir à San Isidro.
Il rejoint son compatriote Sebastián Rondinelli au FC Grenoble avant d’être rejoint par Federico Werner, Ezequiel Jurado et Federico Todeschini.
Gloucester piloté par Philippe Saint-André le recrute avec plusieurs autres stars du championnat de France comme Alessandro Stoica, Federico Pucciariello, Ludovic Mercier, Patrice Collazo et Dimitri Yachvili.
Albanese y joue 17 matchs en inscrivant trois essais.
Après la Coupe du monde de rugby 2003, il fut 8 autres fois titulaire dans le Championnat d'Angleterre inscrivant un essai; Diego inscrivit un essai également pour Leeds Tykes en Coupe d'Europe, lors de la défaite contre le Stade toulousain à Headingley. Diego quitte Leeds Tykes à la fin de la saison 2004-2005.
Diego Albanese a connu 55 sélections internationales en équipe d'Argentine, il fait ses débuts  le 4 mars 1995 contre l'équipe d'Uruguay.
Il est devenu célèbre pour avoir marqué l'essai de la victoire dans le match de poule de Coupe du monde de rugby contre l'Irlande lors de l'édition 1999 qui permit à l'équipe d'Argentine de disputer les quarts de finale : première historique, synonyme de qualification directe pour la Coupe du Monde suivante, synonyme de reconnaissance internationale.

## Palmarès

### En club
- Zurich Championship :
  - Vainqueur (1) : 2002
- Coupe d'Angleterre :
  - Vainqueur (1) : 2005

### Équipe nationale
- 55 sélections en équipe d'Argentine
- 10 essais
- 50 points
- Nombre de sélections par année : 4 en 1995, 4 en 1996, 7 en 1997, 8 en 1998, 9 en 1999, 4 en 2000, 5 en 2001, 6 en 2002, 8 en 2003.

- Coupes du monde de rugby disputées : 1995 (1 match, 1 comme titulaire), 1999 (5 matchs, 5 comme titulaire), 2003 (3 matchs, 3 comme titulaire).